# Acharapakkam
Acharapakkam es una ciudad y nagar Panchayat situada en el distrito de Chengalpattu en el estado de Tamil Nadu (India). Su población es de 10362 habitantes (2011). Se encuentra a 81 km de Cuddalore y a 57 km de Kanchipuram.

## Demografía
Según el censo de 2011 la población de Acharapakkam era de 10362 habitantes, de los cuales 5150 eran hombres y 5212 eran mujeres. Acharapakkam tiene una tasa media de alfabetización del 82,99%, superior a la media estatal del 80,09%: la alfabetización masculina es del 89,80%, y la alfabetización femenina del 76,29%.